# Energia a gradiente salino
L'energia a gradiente salino (detta anche energia osmotica) è l'energia ottenuta dalla differenza nella concentrazione del sale fra l'acqua di mare e l'acqua dolce (per esempio alla foce di un fiume).

## Storia

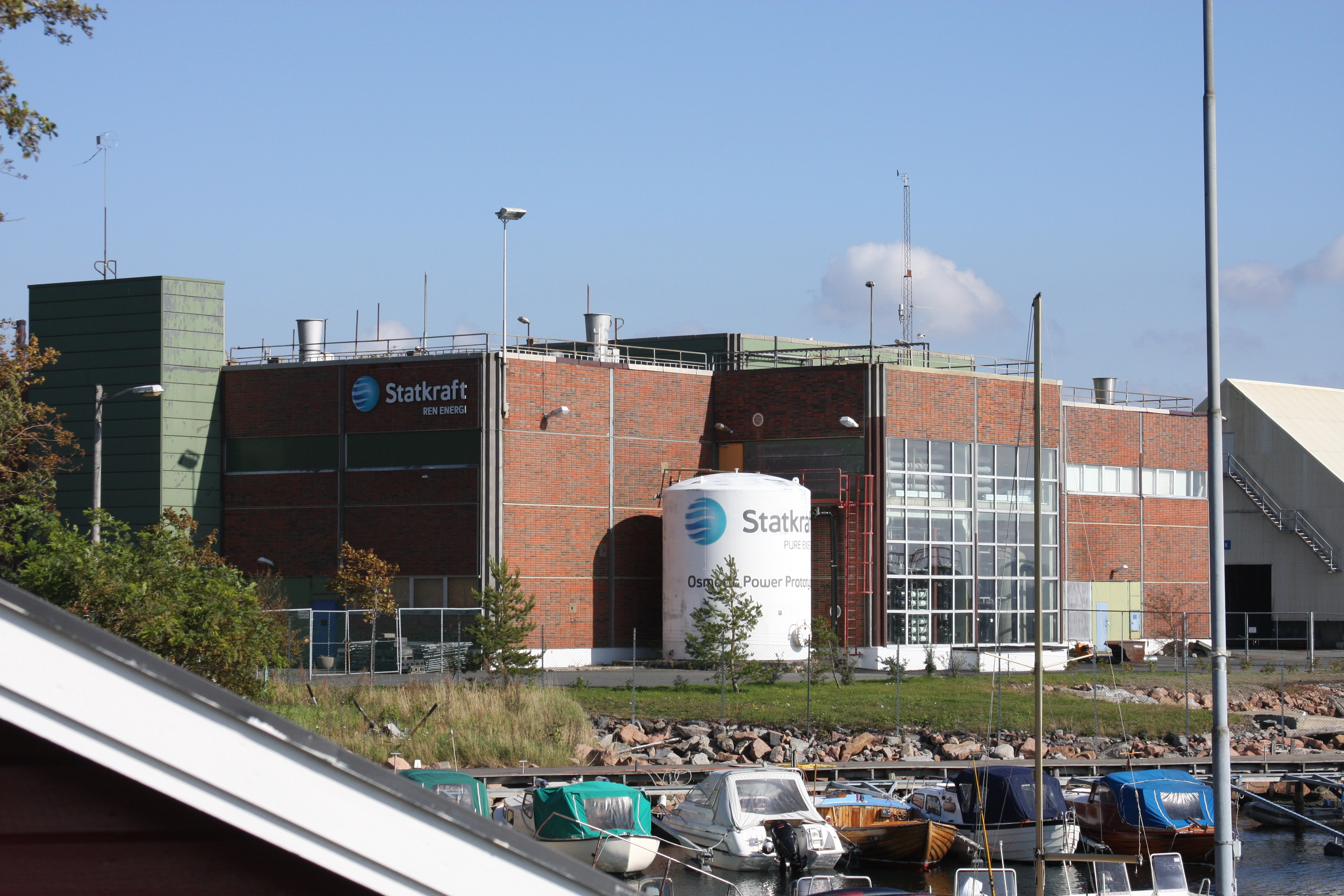
L'impianto Pressure Retarded Osmosis nei pressi di Tofte, in Norvegia.

I primi prototipi in laboratorio per la produzione di energia a gradiente salino furono realizzati negli anni '90. In particolare, nel 1973 venne realizzato il primo sistema di tipo Pressure Retarded Osmosis (PRO) da Sidney Loeb in Israele.
Dal 2005 è attivo un impianto sperimentale da 50 kW, situato in un sito-test costiero in Harlingen, nei Paesi Bassi.
Nel 2009 venne inaugurato da parte della Statkraft un impianto di tipo PRO presso Tofte, in Norvegia, che produsse intorno a 2-4 kW. Nonostante fosse stata annunciata la costruzione di un altro impianto pilota per il raggiungimento di 1-2 MW di potenza, nel 2014 la Statkraft decise di non investire ulteriormente su tale tecnologia, in quanto fu ritenuto che i tempi necessari al miglioramento di tale tecnologia per renderla competitiva fossero troppo lunghi.

## Funzionamento

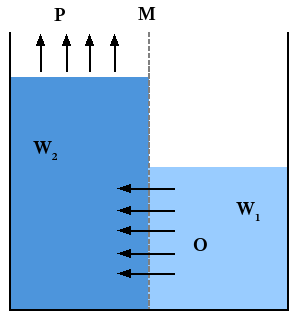
Energia a gradiente salino
W1 : acqua dolce
W2 : acqua salata
M : membrana
O : processo osmotico
P : pressione risultante

Un sistema per la produzione di energia a gradiente salino contiene al suo interno due compartimenti, separati da una membrana semipermeabile: uno di essi contiene acqua dolce, mentre l'altro contiene acqua salata. È possibile sistemare più celle di questo tipo in serie, in modo da ottenere impianti di maggiore potenza.
L'acqua salata contiene un'elevata concentrazione di sali disciolti rispetto all'acqua dolce. Per tale motivo, in corrispondenza della membrana si instaura un gradiente di concentrazione, il quale costituisce la forza spingente per il processo di produzione di energia. A causa di tale gradiente, le molecole di acqua presenti nell'acqua dolce tendono naturalmente a trasferirsi nell'acqua salata, in modo da avvicinare le concentrazioni saline delle due soluzioni acquose. Il sale invece non può oltrepassare la membrana nel senso inverso, in quanto la grandezza dei pori della membrana permettono solamente il passaggio delle molecole di acqua, che sono meno ingombranti.
Il movimento dell'acqua attraverso la membrana genera una variazione di pressione, che viene detta "pressione osmotica". Tale pressione può essere utilizzata ad esempio attraverso una turbina per generare energia, che può essere successivamente convertita in energia elettrica.

## Metodi

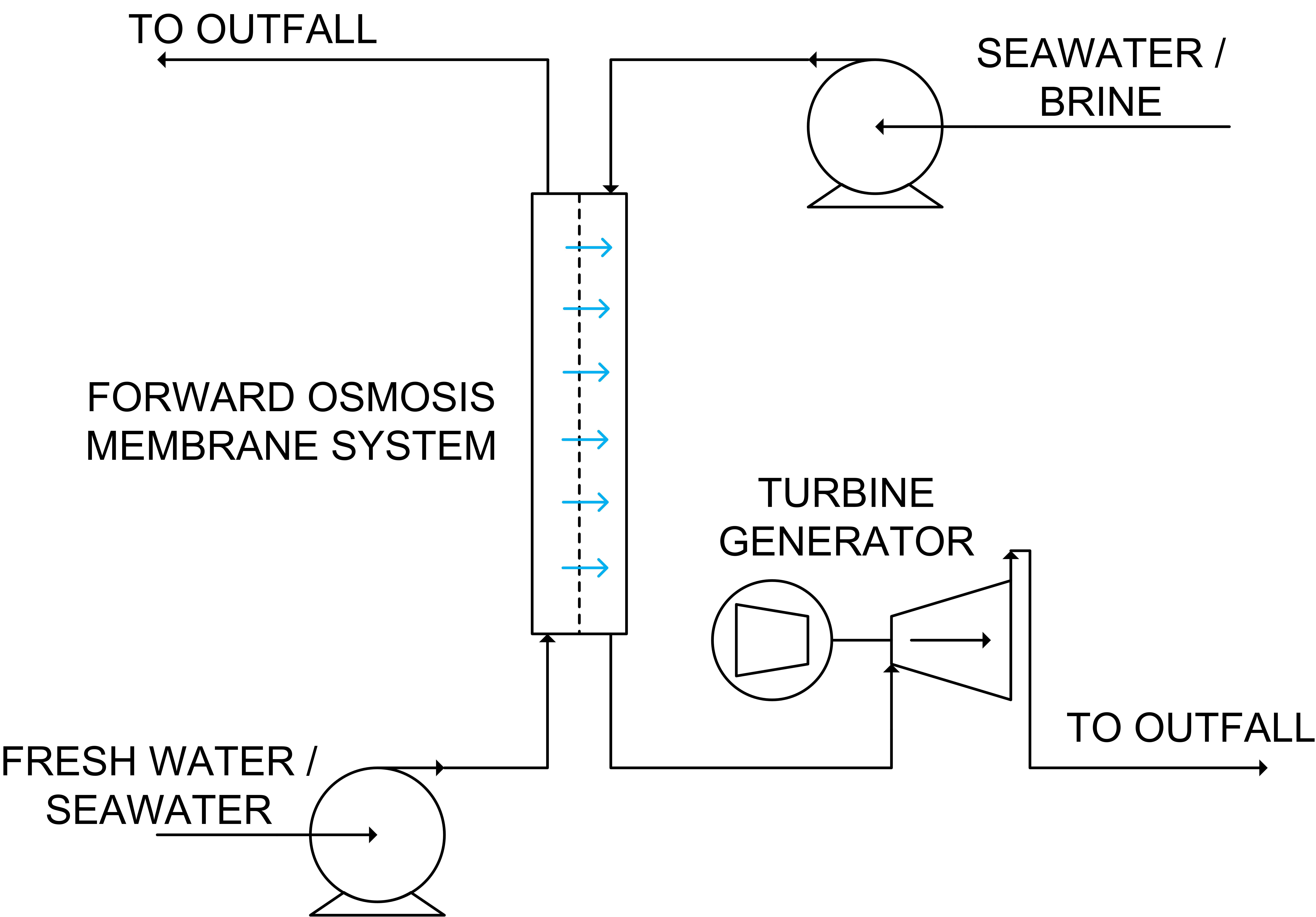
Schema semplificato di un processo del tipo Pressure Retarded Osmosis (PRO).

I metodi per ottenere energia dal gradiente salino sono:
- l'elettrodialisi inversa (o RED, dall'inglese Reverse Electro Dialysis)[5]
- la Pressure Retarded Osmosis (PRO)[6]
- il metodo capacitativo

Tali procedimenti si basano sull'osmosi mediante membrane permeoselettive. L'unico prodotto di scarto di questo processo è acqua salmastra.

## Efficienza e costi
L'efficacia della tecnologia dell'elettrodialisi inversa è stata confermata in prove di laboratorio. Un tempo il costo della membrana era un forte ostacolo, rendendo tale processo antieconomico.
L'utilizzo di nuove membrane, più economiche, formate da polietilene modificato elettricamente, l'ha resa adatta per un potenziale uso commerciale.
Altri fattori da considerare per il miglioramento di tale tecnologia (in particolare nel caso dell'elettrodialisi inversa) sono:
- la formazione di biofouling in corrispondenza della superficie della membrana;
- la riduzione del coefficiente di trasporto di materia a causa delle particolari condizioni idrodinamiche del sistema
- lo svolgimento di reazioni di elettrodo
- l'efficienza della membrana
- la risoluzione delle problematiche che possono sorgere durante lo svolgimento del processo.

La quantità di energia ottenibile con questo procedimento è significativa. Si stima ad esempio che un impianto basato su tale tecnologia che sia collocato in corrispondenza della foce del Reno, produrrebbe 1 GW di energia elettrica, mentre nei Paesi Bassi, dove più di 3.300 metri cubi al secondo di acqua dolce sfociano in mare, l'energia potenziale è di 3.300 MW, in base a una produzione di 1 MJ/m3 d'acqua dolce.